# Ostha basiflavata
Ostha basiflavata là một loài bướm đêm trong họ Noctuidae.